# Entre tinieblas
Entre tinieblas is een Spaanse filmkomedie uit 1983 onder regie van Pedro Almodóvar.

## Verhaal
Als de vriend van de nachtclubzangeres Yolanda sterft door een overdosis, zoekt ze hulp bij oversekste nonnen. Zij blijken andere plannen met haar te hebben.

## Rolverdeling
| Acteur                   | Personage        |
| ------------------------ | ---------------- |
| Cristina Sánchez Pascual | Yolanda          |
| Will More                | Jorge            |
| Laura Cepeda             | Lina             |
| Miguel Zúñiga            | Madero           |
| Julieta Serrano          | Moeder-overste   |
| Marisa Paredes           | Zuster Mest      |
| Mary Carrillo            | Markiezin        |
| Carmen Maura             | Zuster Vervloekt |
| Lina Canalejas           | Zuster Slang     |
| Manuel Zarzo             | Kapelaan         |
| Chus Lampreave           | Zuster Rat       |
| Marisa Tejada            | Lola             |
| Eva Siva                 | Antonia          |
| Cecilia Roth             | Merche           |
| Rubén Tobías             | Politieagent     |